# Konstantin Bodin
Konstantin Bodin (srbsko in bolgarsko Константин Бодин, Konstantin Bodin) je bil od leta 1081 do 1101 knez in nato kralj Duklje, najmočnejše srbske kneževine tistega časa, * ni znano, † 1001. 
Na prestolu je nasledil svojega očeta Mihajla  (vl. 1046–1081). 
Rojen je bil v obdobju miru, ko so bili Južni Slovani podložniki Bizantinskega cesarstva. Njegov oče se je leta 1072 zbližal z bolgarskim plemstvom, ki je iskalo pomoč pri svojem uporu proti Bizantincem. Mihajlo jim je poslal Bodina, ki je bil v Prizrenu okronan za bolgarskega carja z imenom Peter (III.). Bodin se je pridružil kratkotrajnemu uporu Bolgarov in bil po začetnih uspehih naslednje leto ujet. Leta 1078 je bil osvobojen in po očetovi smrti leta 1081 nasledil prestol Duklje. Kmalu zatem, ko je ponovno priznal bizantinsko nadoblast, se je postavil na  stran njihovih sovražnikov Normanov, kar je povzročilo bizantinsko invazijo na Dukljo in njegovo ponovno  ujetje. Čeprav se je hitro osvobodil, sta njegov ugled in vpliv upadla. Na njegovo mesto je stopil Vukan, eden od njegovih guvernerjev, ki je nadaljeval boj proti Bizantincem. 

## Zgodnje življenje
Bodin je bil sin Mihaila, "kralja Slovanov", ki je bil tudi bizantinski protospatarij.  Njegova mati je bila nečakinja bizantinskega cesarja Konstantina IX. Monomaha (vl. 1042–1055). Njegov oče je bil bolj politik in državnik kot vojak. Bil je energičen in ambiciozen vladar v obdobju, ko je država dve desetletji uživala sicer redek mir. Sodeloval je pri velikem uporu v Pomoravju in Povardarju proti Bizantincem v letih 1072–1073.

## Upor proti Bizantincem (1072–1073)
K Mihajlu so prišli bolgarski plemiči pod vodstvom Georgija Vojteha in ga prosili za sina, ki bi ga lahko okronali za svojega carja in končali bizantinsko "tiranijo". Jeseni leta 1072 jim je Mihajlo ustregel in poslal Bodina s 300 vojaki v Prizren, kjer so se srečali z Georgijem Vojtehom in drugimi mogotci. Bodina so razglasili za carja Bolgarov in ga preimenovali v Petra (III.). Obstaja teorija, da je bil Bodin pravnuk bolgarskega carja Samuela. Z imenovanjem za carja je postal poveljnik upora bolgarskih Slovanov proti Bizantincem (Grkom).  Možno je, da so upornikom pomagali Madžari. Pomoč  Georgiju Vojtehu je Mihajla oddaljila od Bizantincev.
Proti upornikom v Prizrenu je krenil bizantinski poveljnik Skopja Nikifor Karanten, ki je bil pred bitko zamenjan z Damjanom Dalasenom. Zamenjava je uničila moralo bizantinske vojske. Bodin je bil po nekaj začetnih uspehih poražen in ujet in poslan v Konstantinopel in nato v Antiohijo, kjer je preživel nekaj let. Vojteh, ki je bi tudi ujet, je med potjo umrl.{sfn|Stephenson|2000|p=142}} Ko je Mihajlo izvedel, da je njegov sin ujet, je poslal svojega zeta in nekdanjega bizantinskega generala Longibardopula, da ga osvobodi. Longibardopul je namesto tega prebegnil k Bizantincem. Ko so se v Antiohiji začeli nemiri, je Mihajlo podkupil nekaj beneških trgovcev, da so osvobodili Bodina in ga odpeljali domov. Zdi se, da je po vrnitvi postal očetov sovladar.

## Sovladar
Kmalu po Bodinovi vrnitvi so Bizantinci napadli Dukljo in prisilili Mihajla in Bodina, da sta začasno priznala bizantinsko oblast. Ko so leta 1081 Normani iz južne Italije napadli Bizantince ter oblegali Drač, je cesar Aleksej I. Komnen na pomoč poklical Bodina. Bodin mu je prišel na pomoč z oddelkom Srbov, vendar je med bitko pri Draču 18. oktobra 1081 stal ob strani in čakal na izid bitke. Po porazu in begu Bizantincev se je s svojo vojsko umaknil.

## Vladar
Po očetovi smrti je Bodin nasledil dukljanski prestol.  V tem času je bil že zrel mož z burnim ozadjem in bogatimi izkušnjami. Do leta 1085 je z brati zadušil upor svojih bratrancev, sinov Mihajlovega brata Radoslava v župi Zeta, in Bodin je zatem postal nesporni vladar Duklje. Leta 1081 je ne gleda na pretekla nesoglasja sprva podpiral Bizantince med napadom Normanov Roberta Guiscarda na Drač, potem pa je Normanom omogočil, da so zasedli mesto. Približno v tistem času se je poročil z Jakvinto, hčerko plemiča iz Barija, ki je bil v izgnanstvu v Duklji.
Odnosi Konstantina Bodina z zahodom so vključevali njegovo podporo papežu Urbanu II. leta 1089, kar mu je prineslo povišanje Barske škofije v nadškofijo. Katoliška cerkev se je kljub temu uveljavila le v obalnih območjih njegovega kraljestva, medtem ko so celinski deli ostali zvesti pravoslavju. 
Po Letopisu popa Dukljana iz 14. stoletja je Konstantin Bodin poskušal obdržati razširjeno kraljestvo, ki mu ga je zapustil oče. Da bi to uresničil, je opravil kampanjo v Bosni in Srbiji ter postavil svojega sorodnika Štefana za kneza v Bosni in svoja nečaka Vukana in Marka za župana v Srbiji. Bodinovo delovanje na več frontah je razjezilo Bizantince. Po obračunu z Normani so ga napadli, ga premagali in ponovno aretirali. Tokrat se je hitro osvobodil, vendar sta njegov ugled in vpliv začela pojemati.
Kaj točno se je takrat dogajalo v Duklji, ni znano. Med njegovim ujetništvom je morda prišlo do državljanske vojne, v kateri je kraljica Jakvinta neusmiljeno preganjala morebitne pretendente za prestol, vključno z Bodinovim bratrancem Branislavom in njegovo družino. Potem ko sta Bodin in njegova soproga pobila ali izgnala številne nasprotnike, je cerkvi uspelo preprečiti totalno krvavo državljansko vojno. Središče srbskega huhovnega in političnega življenja se je v 1090. letih preneslo na planine Kopaonika, kjer je imel najpomembnejšo vlogo v boju Srbov proti Bizantinskemu cesarstvu Bodinov podložni župan Vukan. Bodin je bil potisnjen v ozadje, k čemur so prispevali tudi dinastični spopadi in njegov boj proti Dubrovniku, ki mu je prinesel le malo slave in uspehov. Bodinova kariera, ki se je začela z veliko vnemo in energijo, se je končala brez moči in ugleda.
Pozimi 1096–1097 so se križarji pod vodstvom Rajmonda Toulouškega srečali z Bodinom pri Skadru in bili gostoljubno sprejeti in pogoščeni. Po Bodinovi smrti leta 1001 (ali morda 1108) so se v Duklji začeli dinastični spori. 

## Naslovi
Na Bodinovem pečatu iz zgodnjega obdobja njegove vladavine, ko je bil vazal Alekseja I. Komnena (vladal 1081–1118), je podoba sv. Teodorja in grški napis: "[Κ(ύρι)ε βοήθ]ει Kωνσ[ταντ]ίνφ [(πρωτο)]σεβάστω καὶ ἐξουσιαστ(ή) Διοκλίας (καὶ) Σερβ(ίας)" — "Konstantin, protosebast in vladar Duklje in Srbije".
Ana Komnena (1083–1153) ga v Aleksiadi imenuje ekzarh Dalmacije.
Pečat Konstantinovega sina Đorđa v latinščini se glasi: "Geor(gius) regis Bodini filius" — "Đorđe, sin kralja Bodina". Na hrbtni strani je podoba sv. Jurija z napisom  "ὀ ἅγιος Γεώργι(ο)ς" — "sveti Jurij".

## Družina
Konstantin Bodin je bil poročen z Jakvinto, hčerko normanskega guvernerja Barija. Imela sta več otrok, med katerimi so bili sinovi: 
- Mihajlo II. , naslovni kralj Duklje (ok. 1101–1102),
- Đorđe , naslovni kralj Duklje (ok. 1118 in 1125–1127) in
- Argarik.